# Łabuź
Łabuź – ukazujący się w Łobzie w latach 1992–2007 kwartalnik literacko-historyczny z podtytułem „Prowincjonalny Okazjonalnik Literacki”, którego redaktorem naczelnym i wydawcą (Prywatna Żebracza Inicjatywa Wydawnicza Klubu Literackiego „Łabuź”) był Leon Zdanowicz. Do 2007 roku ukazały się 62 numery pisma, oraz dodatkowo numery specjalne i tematyczne do których szatę graficzną opracowywała Elżbieta Kamińska (Soroko). 
W czerwcu 2010 roku ukazał się ostatni, monograficzny numer pisma poświęcony życiu i twórczości zmarłego w 2009 roku redaktora naczelnego. Na łamach pisma o nakładzie 300 egz. w latach 1992–1999 publikowało 127 autorów. „Łabuź” przyswajał również czytelnikowi dalszą i bliższą historię Łobza i okolic, przybliżał związane z Ziemią Łobeską przekazy i legendy, publikował także opracowania i dokumenty historyczne dotyczące tych dziedzin. Pismo uważne było za jedno z najciekawszych w Polsce inicjatyw wydawniczych w obrębie tzw. prowincjonalizmu otwartego.

## Lista autorów
Na łamach pisma publikowali następujący autorzy (kolejność alfabetyczna, bez autorów wydających pod pseudonimem): Agata Augusiak, Piotr Bednarski, Marek Białas, Horst Bieniek, Sabina Bil, Jarosław Błahy, Elisabeth Boercke, Wulf Ditrich Borcke, Wojtek Boros, Alina Bratuś, Agnieszka Brzozowska, Cezary Bujalski, Wacław Buława, Andrzej Bursa, Zbigniew Chlewiński, Stanisław Chyczyński, Ludwik Cwynar, Władysław Czopik, Marek Czuku, Marzena Dąbrowa-Szatko, Maciek Konrad Dec, Andrzej Dorobek, Agnieszka Duda, Tadeusz Duda, Jacek Durski, Grzegorz Dziwota, Bogdan Frankiewicz, Dieter Fröbel, Marta Fryckowska, Jerzy Fryckowski, Mirosław Gabryś, Waldemar Gałęzowski, Radosław Gaziński, Dorota Gołach, Genowefa Grabowska, Tadeusz Grabowski, Marek Grala, Zbigniew Grochowski, Jerzy Grupiński, Paweł Gut, Lech M. Jakób, Aleksander Jasicki, Dieter Kalka, Zbigniew Kasechube, Dariusz Kasiński, Marek Kielgrzymski, Leszek Kluczka, Edyta Kolasińska, Ryszard Kosek, Stefan Kosiewski, Zbigniew Krupowies, Zdzisław Kryżyn, Bogusława Krzymianowska, Lucjan Kułakowski, Beata Kurek, Czesław Kuriata, Wiktor Kutkiewicz, Michał Kuźmiński, Mirosław Lalak, Andrzej Lam, Artur Daniel Liskowacki, Piotr Łaszczyca, Anna Machałowska, Miłka Malzahn, Wiesław Małyszek, Maciej Melecki, Tomasz Michalski, Piotr Michałowski, Janusz Michniowski, Stanisław Misakowski, Irmgard Mohrmann, Piotr Müldner-Nieckowski, Bartosz Muszyński, Anna Nagórska, Kazimierz Obuchowski, Mieczysław Orski, Teresa Osika-Horzymek, Wojciech Pałac, Małgorzata Pałęga, Andrzej Pańta, Maciej Parkitny, Wiktor Paszkiewicz, Jerzy Podralski, Tomasz Pohl, Utz Rachowski, Henryka Rodkiewicz, Gabriela Rutkowska, Edward Rymar, Kazimierz Rynkiewicz, Janusz Sauer, Klara Sielicka, Piotr Sienkiewicz, Rafał Siwa, Marek Słyk, Krzysztof Siwczyk, Ewa Staniszewska, Roman Sternicki, Wojciech Izaak Strugała, Zbigniew Strzałkowski, Paweł Szeroki, Jadwiga Szostek, Stefan Themerson, Józef Trykowski, Bogdan Twardochleb, Mieczysław Warszawski, Agnieszka Wesołowska, Ewa Więczkiewicz (Wietrzyńska), Marian Wiszniewski, Olga Witkiewicz, Bogdan Zdanowicz, Leon Zdanowicz, Monika Zitzewitz, Krzysztof Zuchora, Lucjan Zuzia, Irena Zybura, Roman Żelasko, Leszek Żuliński, Józef Kazimierz Żwereło.